# Tico Wells
Tico Wells (5 maart 1961], Philadelphia (Pennsylvania)) is een Amerikaanse acteur.

## Carrière
Wells begon in 1983 met acteren in de film The Passing. Hierna heeft hij nog meerdere rollen gespeeld in televisieseries en films zoals The Cosby Show (1987-1988), Universal Soldier (1992) en Waynehead (1996-1997). 

## Filmografie

### Films
Uitgezonderd korte films.
- 2023 Sasha Lanes - als Kevin
- 2022 Jacob, Broken by God - als ??
- 2015 Forgiveness - als pastor Thomas McKenzie
- 2014 Perfect on Paper - als Jake
- 2012 What Goes Around Comes Around - als Wilbert
- 2010 The Wish List – als Tim
- 2007 Sister's Keeper – als Root
- 2007 Lord Help Us – als kerk pianist
- 2007 Love... & Other 4 Letter Word – als slager
- 2006 Wild Hearts – als Jake
- 2006 The Ties That Bind – als Jamal
- 2004 Our Father – als Tyrone
- 2003 Monster Makers – als sergeant
- 2002 Big Ain't Bad – als Kirkland J. Ellis III
- 2001 All About You – als Walter
- 2001 One Special Moment – als James Watson
- 2001 Final Payback – als dealer
- 1998 Legend of the Mummy – als Corbeck
- 1997 The Relic– als Bailey
- 1995 Tyson – als Charles Neal
- 1994 Drop Squad – als Fat Money
- 1993 Confessions of a Dog – als Lance Tolliver
- 1992 Trespass – als Davis
- 1992 Universal Soldier – als Garth
- 1991 Mississippi Masala– als Dexter Williams
- 1991 The Five Heartbeats – als jongen in koor
- 1990 The Return of Superfly – als Willy Green
- 1989 Misplaced – als Clayton
- 1989 The Dream Team – als aanwezige op station
- 1988 Heart of Midnight – als Henry
- 1984 Summer – als Desmond Witherspoon III
- 1983 The Passing - als jonge Rose WWII

### Televisieseries
Uitgezonderd eenmalige gastrollen.
- 1996-1997 Waynehead – als Marvin – 13 afl.
- 1987-1988 The Cosby Show – als Jerry Taylor – 3 afl.

- Library of Congress Control Number: nr2004013701
- Virtual International Authority File: 36868798
- WorldCat: E39PBJrm9gBggXCQx9wjTrV3cP